# Lac de Luchet

Glasdiapositiv nach Fotografien des Luchetsees vor dem Bergsturz und des Schuttfächers von 1946. Reproduktion von 1947 aus der Schrift von Ignace Mariétan Le tremblement de terre du 25 janvier 1946, S. 83 (Bildersammlung ETH-Bibliothek)

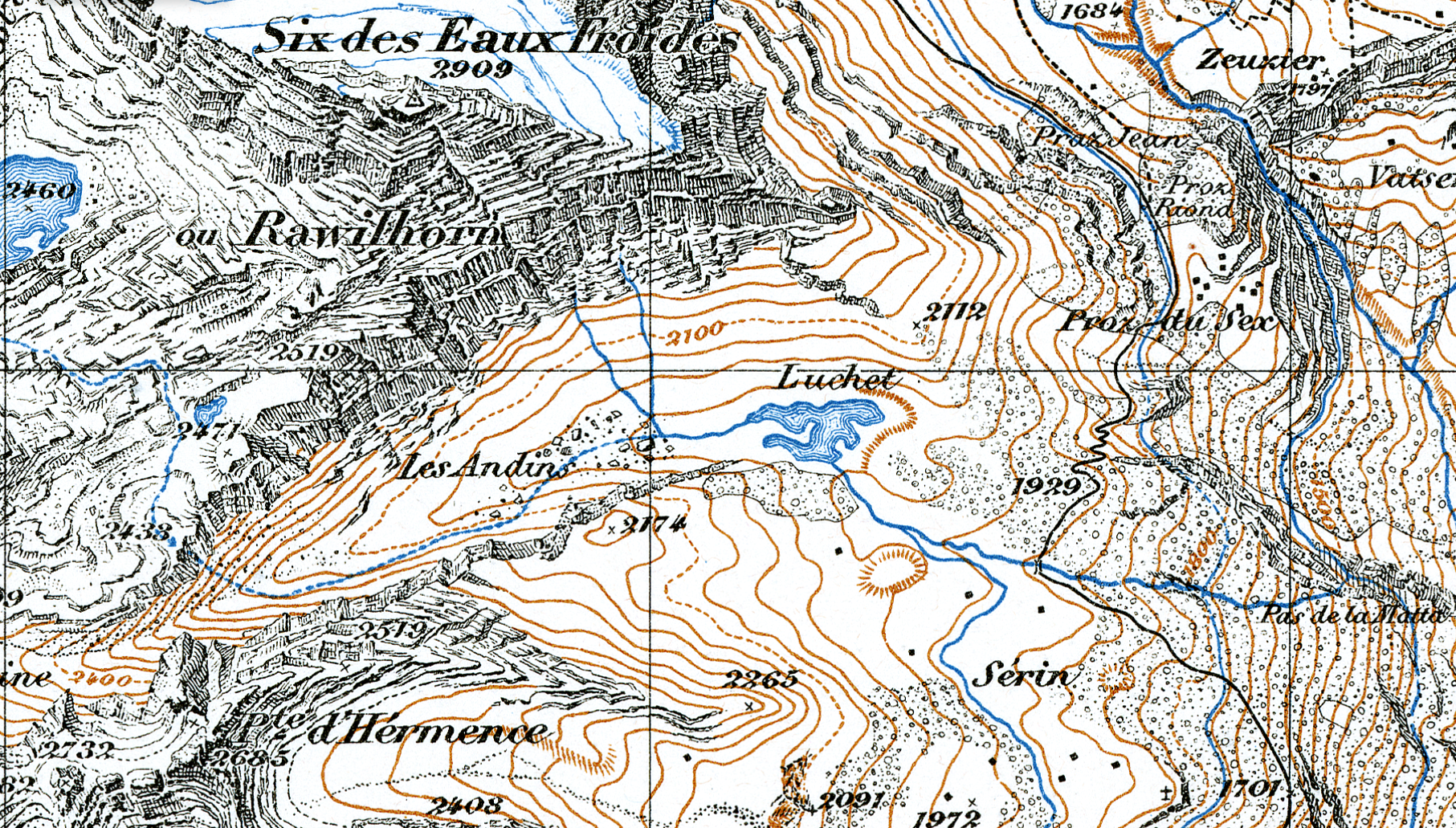
Siegfriedkarte von 1933 mit dem Lac de Luchet

Der Lac de Luchet ist ein ehemaliger Bergsee in den Schweizer Alpen.
Der See existierte bis in die erste Hälfte des 20. Jahrhunderts. Er lag in den Berner Alpen im Gebiet der Walliser Gemeinde Ayent. Der See war nacheiszeitlich in einer Senke im mehrere Quadratkilometer grossen Bergtal Les Andins südlich des Rawilhorns, das auf Französisch Six des Eaux froides heisst, entstanden. Die Oberfläche des ungefähr zwei Hektaren grossen Sees lag auf etwa 2005 Meter über Meer.
Der Bergsee lag 1,5 Kilometer südwestlich des Hochtals, wo sich heute der um 1957 gebaute Tseuzierstausee befindet.
Den Zufluss in den See bildeten kurze Quellbäche unterhalb der Berggruppen im Norden und im Westen der Combe des Andins mit dem Rawilhorn, dem Sé Rouge und der Pointe d’Hérémence. Mit einem künstlichen Kanal hatte man zusätzlich seit langer Zeit Schmelzwasser vom Wildhorngletscher über das Bergplateau von Les Audannes und unmittelbar neben der Berghütte Cabane des Audannes vorbei in die Combe des Andins und den Luchetsee geleitet, weil der aus diesem abfliessende Bach einerseits für den Bedarf der Alpwirtschaft und andererseits zum Speisen von Wasserleitungen (Suonen oder frankoprovenzalisch bisses) genutzt wurde. Auf der Alp Sérin zweigte knapp unterhalb des Sees eine erste Wasserleitung ab, die bis zum Bach Torrent de la Forniry führte, und etwa fünfhundert Meter weiter östlich im Wald bei Praz Combera am Pas de la Motta mündete der Bach in den grossen Kanal Bisse de Sion (oder auch Torrent neuf).
In der Zeit nach dem schweren Walliser Erdbeben im Januar 1946 löste sich bei einem Nachbeben am 30. Mai 1946 vom Ostgrat des Rawilhorns eine Felsmasse von ungefähr fünf Millionen Kubikmetern, und der grosse Bergsturz deckte das ganze Weidegebiet Les Andins und den Luchetsee und noch eine Alpfläche von etwa einem halben Quadratkilometer unterhalb davon zu. Der Ertrag der einst grossen Alp Sérin war seither auf einen kleinen Teil gesunken, die Bergbäche sind versiegt, und an der Stelle des Sees, der auf der früheren Landeskarte der Schweiz noch eingezeichnet ist, befindet sich heute ein mehrere Meter hoher Schutthügel.